# فوتون ساوانا
فوتون ساوانا (چینی: 福田萨瓦纳; پین‌یین: Fútián Sàwǎnà) یک خودروی اندازه متوسط شاسی‌بلند است که توسط فوتون موتور ساخته می‌شود. این خودرو در نمایشگاه خودروی گوانگ‌ژو ۲۰۱۴ در چین معرفی شد. این خودرو در ایران توسط عظیم خودرو عرضه می‌شد.

## طراحی

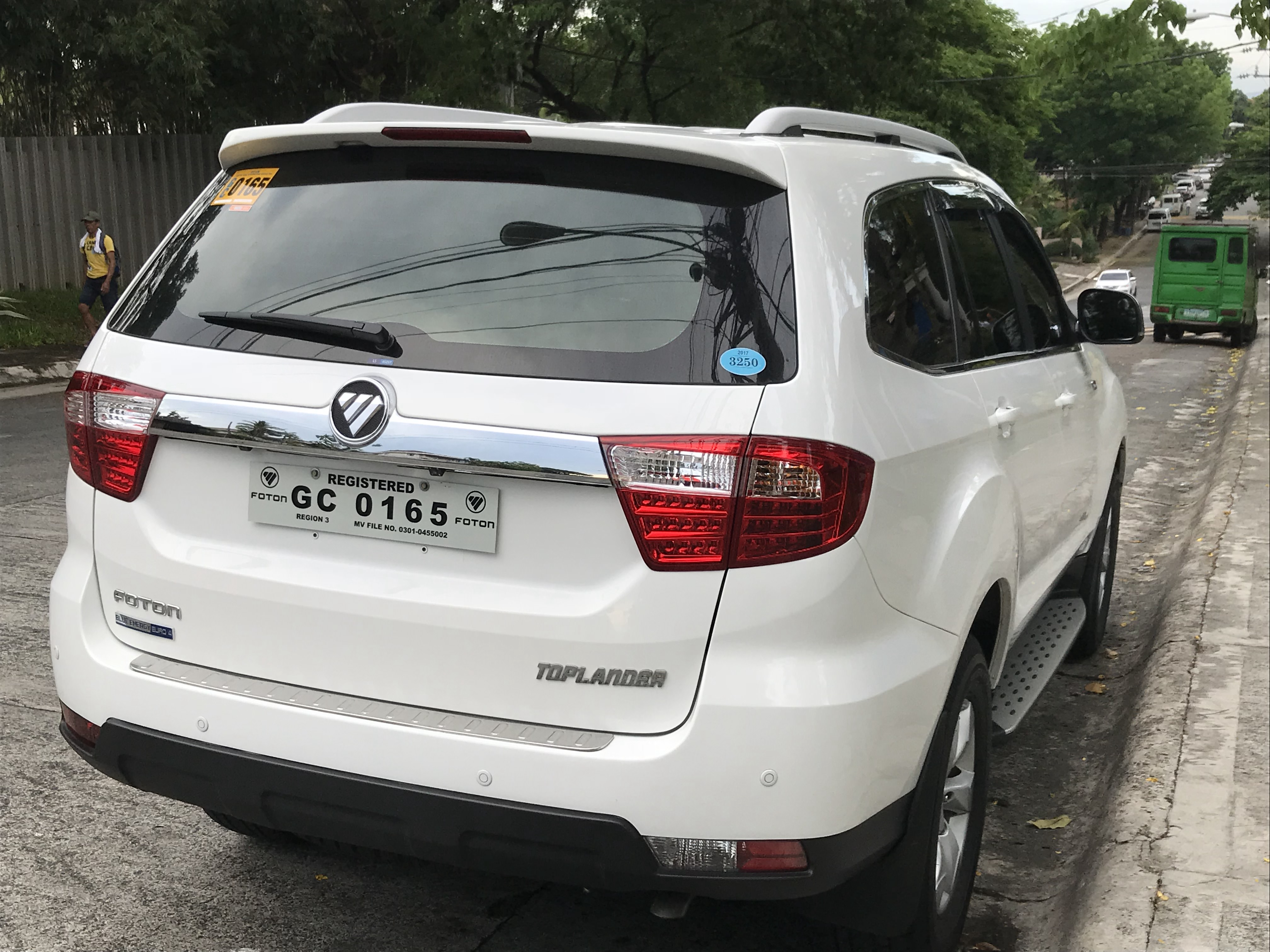
نمای عقب

ساوانا که در طول توسعه با نام یو۲۰۱ شناخته می‌شد و در بعضی از بازارها با نام فوتون توپلندر عرضه می‌شود؛ یک شاسی‌بلند است که شاسی آن متصل به بدنه (مونوکوک) است. این خودرو در بازار چین از ۱۳۵٬۳۰۰ یوان تا ۳۶۰٬۰۰۰ یوان قیمت دارد.

## ویژگی‌های فنی
خودروی فوتون ساوانا مجهز به یک موتور ۲٫۴ لیتری با کد ۴جی۶۹ است که توسط میتسوبیشی ساخته شده‌است. این موتور ۱۳۵ اسب بخار قدرت و ۲۰۰ نیوتن متر گشتاور دارد. قدرت موتور در این خودرو توسط یک جعبه‌دنده ۶ سرعته دستی یا یک جعبه‌دنده ۶ سرعته خودکار انتقال می‌یابد.

## بازارها
در ۱۰ مه ۲۰۱۵ فوتون ساوانا در بازار فیلیپین عرضه شد. این خودرو در بازار فیلیپین از  ۹۹۸٬۰۰۰ پزو تا ۱٬۱۵۰٬۰۰۰ پزو قیمت دارد.
در ۱۵ سپتامبر ۲۰۱۵ فوتون اعلام کرد که در حال بررسی برای عرضه ساوانا به بازار آفریقای جنوبی است. در ۳۰ سپتامبر همان سال فوتون اعلام کرد که قصد دارد تا پای ساوانا را به آمریکای شمالی باز کند.
در ۷ اوت ۲۰۱۷، فوتون با ساوانا به بازار استرالیا بازگشت.